# Benriach
Benriach je skotská palírna společnosti Intra Trading nacházející se ve městě Elgin v hrabství Morayshire, jež vyrábí skotskou sladovou malt whisky.

## Historie
Palírna byla založena v roce 1898 Johnem Duffem a jeho dvěma společníky a produkuje čistou sladovou malt whisky. V roce 1900 tuto palírnu dosavadní majitel J. Duff prodává společnosti Longmorn Distillery Co Ltd. Poté byla palírna na dlouhou dobu uzavřena. Palírnu uvedla do provozu až společnost The Glenlivet Distilleries Ltd, a to roku 1965. Ta ji v roce 1977 prodává společnosti Seagram Distillers plc. Neblahý osud palírny pokračoval v roce 2001, kdy byla prodána společnosti Chivas a opětovně uzavřena. Až v roce 2004 kupuje palírnu jihoafrická společnost Intra Trading a uvádí ji do opětovného provozu. Produkuje whisky značky Benriach, což je 10letá whisky s obsahem alkoholu 43 %. Většina produkce se používá do míchaných whisky Chivas Regal, Something Special, Queen Anne a dalších. Tato whisky je lehká a svěží, připomínající svou chutí kanadskou whisky.